# إليوشن إل-46
إليوشن إل-46 (بالإنجليزية: Ilyushin Il-46)‏ هي قاذفة قنابل أنتجت في الاتحاد السوفيتي. من صناعة إليوشن. كان أول طيران لها في 3 مارس 1952.